# 未來—原版創作紀念精選集
《未來－原版創作紀念精選集》1988年-1995年當華納唱片還是飛碟唱片時，張雨生在這裡出道及成長，唱歌、寫歌、做音樂，曾經他被要求，也曾在這裡實現夢想。他的作品就像他的人，有溫暖關懷的日光面，和掙扎深沈的月光面，反應在令人熟悉的《帶我去月球》、《我期待》、《動物的悲歌》，及被遺落的《妹妹晚安》、《永公街的街長》、《後知後覺》等歌曲中。我們珍惜任何珍貴的聲音，特別收進張雨生在錄音過程的記憶，爽朗的笑聲彷彿依然迴盪。
《未來－原版創作紀念精選集》華納經過不同包裝主要有多個版本，首發版為黑膠包裝紀念款，上亦有流水編號，另有平裝版及後來重新包裝鐵盒版，此外華納唱片也將日光面與月光面分拆販售。

## 曲目
《日光面》
1. 預備起…
2. 帶我去月球
3. 總髮遊
4. 湖心草深長
5. 現在這樣
6. 我呼吸我感覺我存在
7. 妹妹晚安
8. 愛從不輕易的來
9. 我的自由
10. 自由歌
11. 我是多麼想
12. 我的心在發燙
13. 我在rehearsal
14. 兄弟啊
15. 我期待

《月光面》
1. 我想把整片天空打開
2. 我就要轉彎
3. OK！
4. 魔幻台北
5. 心底的中國
6. 無知的歲月
7. 冰點
8. 好了！來吧！
9. 動物的悲歌
10. 靈光
11. 永公街的街長
12. 不想失去你
13. 後知後覺
14. 跟得上我吧
15. 天籟